# Loma Somera
Loma Somera es una localidad española del municipio de Valderredible, perteneciente a la comunidad autónoma de Cantabria.

## Historia
Hacia mediados del siglo XIX, el lugar, ya por entonces perteneciente al municipio de Valderredible, tenía contabilizada una población de 140 habitantes. Aparece descrito en el décimo volumen del Diccionario geográfico-estadístico-histórico de España y sus posesiones de Ultramar de Pascual Madoz con las siguientes palabras:

LOMA SOMERA: l. en la prov. de Santander (16 leg.), part. jud. de Reinosa (3 1/2), dióc., aud. terr. y c. g. de Burgos (12), ayunt. de Valderrible cuyas reuniones son en Polientes (2). sit. en una loma junto al r. Ebro, dominado por una altura llamado Iguanzo; su clima es frio pero sano; reinan comunmente los vientos del N. y O. Tiene 30 casas; igl. parr. (San Vicente) servida por un cura; una ermita en las afueras dedicada á Ntra. Sra. de Monserrat; y buenas aguas potables. Confina N. la Aldea; E. la Serna; S. Bárcena de Ebro; y O. Aroco. El térm. se estiende 1 1/4 leg. de N. á S., y 1 3/4 de E. á O., en él se encuentran vestigios de antigua pobl. junto á la ermita de Monserrat. terreno: es de secano y tercera clase, pues poco ó nada fertilizan las aguas del Ebro. Hay un monte con el mismo nombre del pueblo cubierto de robles, hayas y matas bajas, y varios prados naturales. Los caminos dirigen á los pueblos limítrofes, y á la ferreria de Montes Claros; su estado mediano: recibe la correspondencia de Reinosa por el balijero que la lleva á Polientes los lunes, y sale los domingos. prod.: trigo, centeno, patatas y algunas legumbres; cria ganado vacuno y lanar; caza de perdices y palomas, y pesca de truchas, barbos y anguilas. ind.: un molino harinero, y fabricacion de carbon. pobl.: 30 vec., 140 alm. contr. con el ayunt.
(Madoz, 1847, p. 365)

En 2024, la entidad singular de población de Loma Somera tenía empadronados 4 habitantes, todos ellos en el núcleo de población de ese nombre.